# Маріїнська водна система

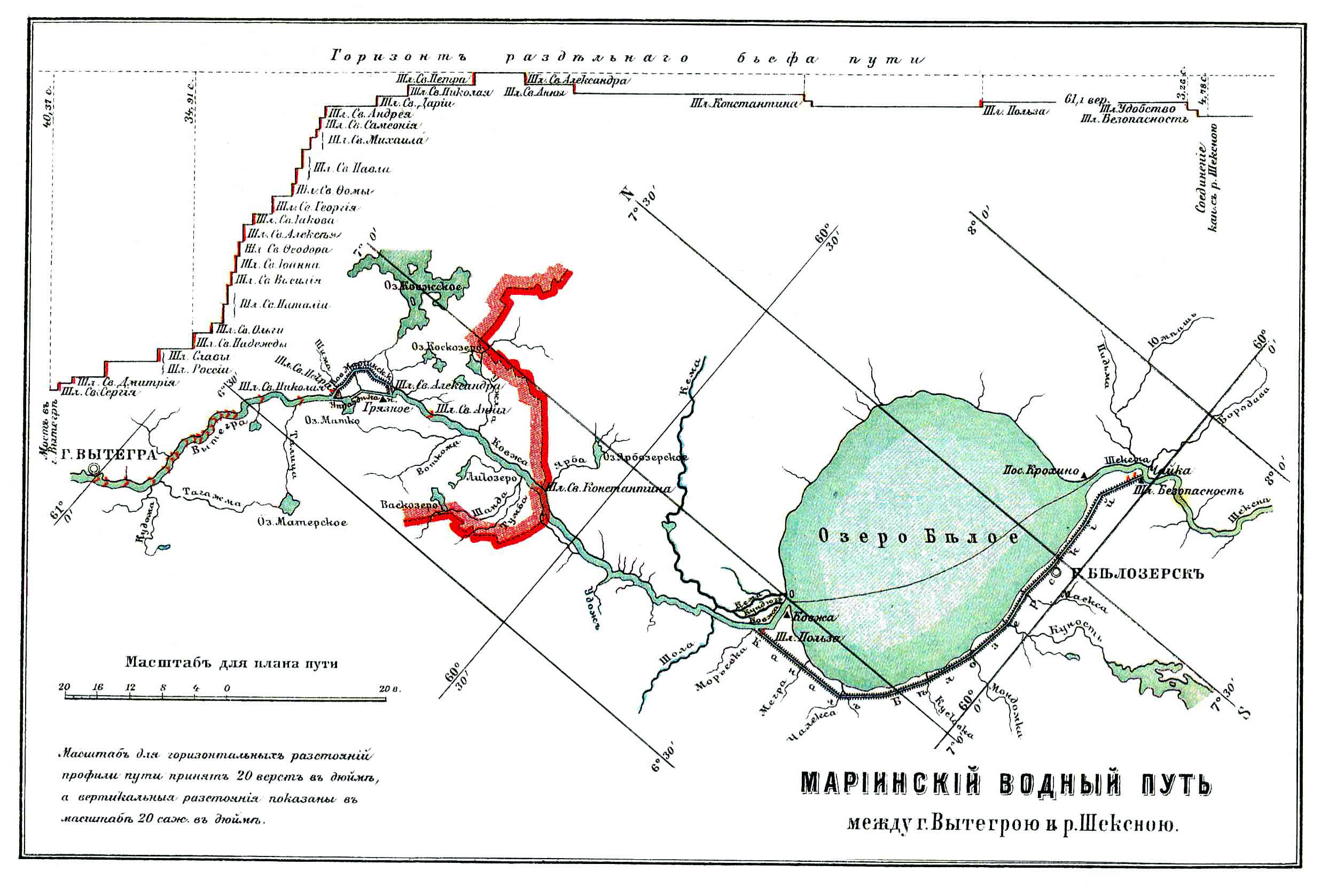
Ділянка Маріїнського шляху між Витегрою і Шексною. Схема зі словника Брокгауза і Ефрона

Маріїнська водна система — водний шлях в Росії, що сполучає сточище Волги з Балтійським морем. Від Рибінська до Петербурзького морського порту через приладозькі канали (1054 версти). Складається як з природних, так і з штучних водних шляхів: р. Шексна → Біле озеро → р. Ковжа → Маріїнський канал → р. Витегра → Онезьке озеро → р. Свір → приладозькі канали → р. Нева. Була підпорядкована Витегорському і С.-Петербурзькому округам шляхів сполучення.
Будівництво водного шляху було необхідно Російській імперії для постачання Санкт-Петербурга (як столиці і найбільшого по населенню міста) хлібом, деревиною, дровами та іншими продуктами, товарів для зовнішньої торгівлі, що транспортувались через Рибінськ з Нижньої Волги. Для торгівлі зерном в Рибінську була влаштована Хлібна біржа. Згодом по Маріїнській системі здійснювався експорт пшениці до Європи.
Будівництво системи протяжністю понад 1125 км проходило за царювання Павла I і його сина Олександра I (всього зайняло 11 років). Система постійно модернізувалася й удосконалювалася, перекопи в закрутах річок скорочували довжину шляху. Реконструйована у 1959—1964 роках система отримала назву Волго-Балтійський водний шлях ім. В. І. Леніна.

## Проектування і будівництво

### Дослідження
Дослідження у напрямку водного шляху — р. Витегра — р. Ковжа — Біле озеро — р. Шексна проводилися кілька разів: за указом Петра I у 1710 р, і у 1774, 1785 і 1798 роках.
- 1710 — вишукування англійського інженера Джона Перрі (запрошеного Петром I у 1698) всіх трьох вододілів Волги і Балтики.
- У 1711 Петро I особисто оглядав місця вододілу Витегри і Ковжи від Вянгинської пристані до Бадоги.
- 1712 — Джон Перрі в Сенаті у присутності Петра I оголосив підсумки досліджень, представив план робіт і розрахунки. Сенат ухвалив виділити в розпорядження інженера десять тисяч кріпаків.
- 1774 — секунд-майор Лихачов представив свій проект з'єднання річок.
- У 1785 Катерина II повеліла генерал-прокурору Сенату кн. О. О. Вяземському відправити двох чоловік для дослідження місцевості майбутнього каналу. Їх виконав посланий О. О. Вяземським інженер Яків-Едуард де Вітте, склавши попередній, а потім завершений проект і кошторис у сумі 1944436 руб. 20 коп. 31 грудня 1787 року Катерина II виділила на будівництво Витегорського каналу 500000 руб, але тут же переадресувала ці гроші на будівництво доріг Петербург — Москва і Петербург — Нарва.
- в тому ж 1785 свої пропозиції вніс Олонецький і Архангельський генерал-губернатор Т. І. Тутолмін.

Але потреба в поставках товарів в Петербург була настільки велика, що питанням проектування довелося зайнятися начальнику Департаменту — графу Якову Юхимовичу Сиверсу. Він особисто справив рекогносцировку траси і представив Павлу I доповідь про будівництво по витегорському напрямку. Напрям каналу взяли у шотландця Джона Перрі.
Гроші в сумі 400 тис. руб. на рік на «якнайшвидшу побудову» Витегорського каналу були взяті позичково з заощаджень скарбниці виховних будинків обох столиць. Оскільки володарем закладами була імператриця Марія Федорівна, то указом від 20 січня 1799 споруджуваний канал отримав назву «Маріїнський».

### Будівництво
- 1797 — шлюзний майстер Свендсон розчистив зарослі просіки, прорубані під керівництвом Я.-Е. де Вітте.
- 1799 — заснована «Дирекція будівництва Маріїнського каналу». Будівництво розпочато в тому ж році. Інженер-майор Б. Б. Барклай-де-Толлі провів нивелировку за проектом Я.-Е. де Вітте: від місця впадіння Тагажми у Витегру до річки Серьге і Матко-озеру і далі, через канал до річок Ваткома і Ковжа.
- Система будувалася силами Департаменту водних комунікацій, який очолював М. П. Румянцев[2]. Безпосереднє керівництво будівництвом системи було покладено на інженер-генерала Ф. П. Деволанта, для чого при ньому було створено спеціальне управління. Нагляд здійснював начальник Дирекції Маріїнського каналу полковник Липгарт. Основні підрядники купці: Попов, Сизов, Шалопанов і Шадрін.
- У 1808 р по каналу, що прорізав вододіл пройшло перше судно.
- 14 лютого 1809 — імп. Олександр I підписав указ «Про правила для судноплавства по Маріїнському каналу і Вишнєволоцькому шляху».
- 21 липня 1810 — офіційне відкриття руху по Маріїнській системі. Витрати на будівництво — 2 млн. 701 тис. руб.

## Опис системи на 1810-1820-і рр

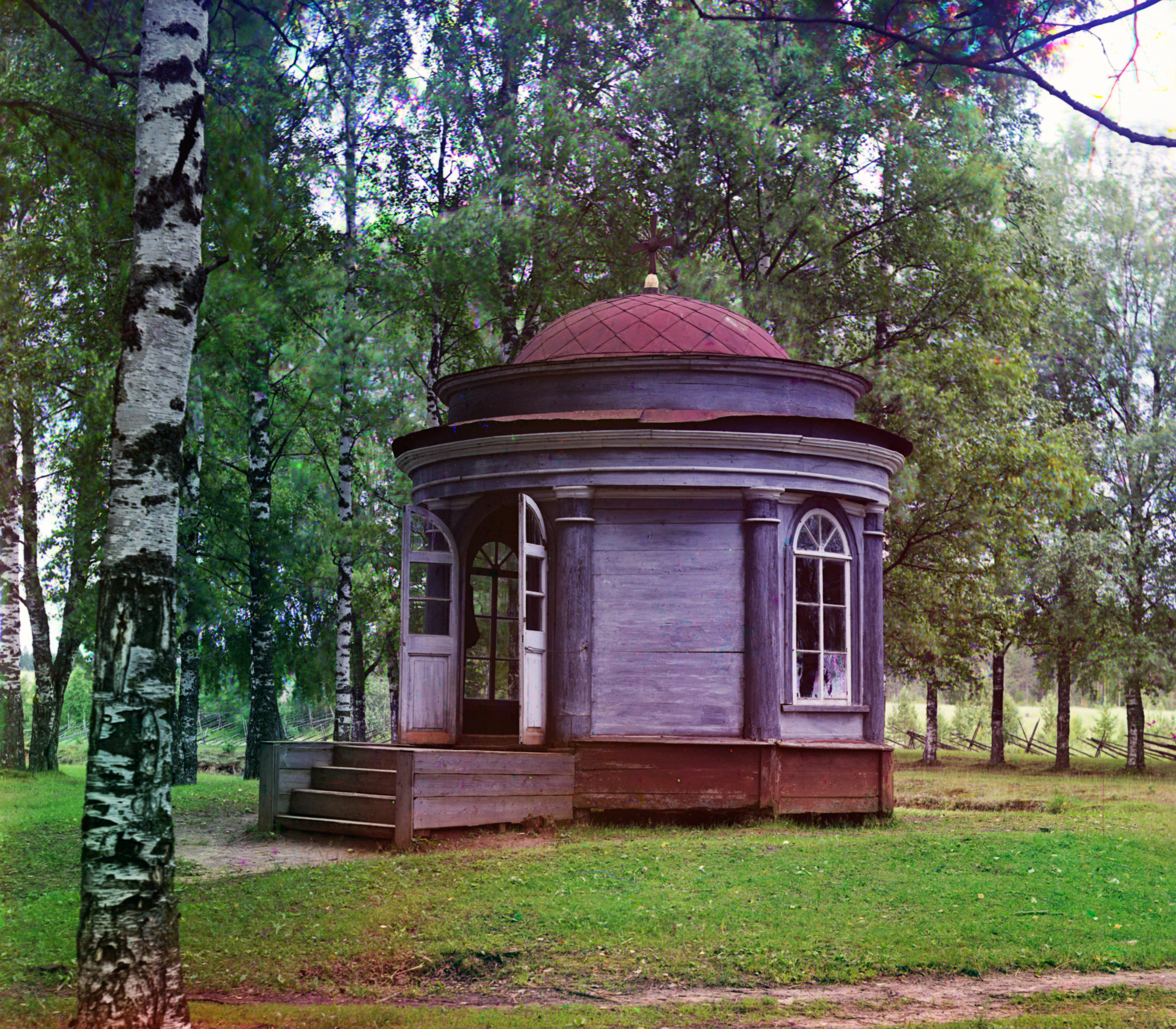
Петрівська каплиця біля села Петровське. Фото 1909

Від Рибінська (гирло Шексни) до Санкт-Петербурга (гирло Неви) в середньому можна було дістатися за 110 діб.
Вся система мала такий вигляд:
- 28 дерев'яних шлюзів і напівшлюзів (45 камер) на р. Ковжи, роздільному каналі і р. Витегра. Всі шлюзи мали довжину камери 32 м, ширину — 9 м і глибину на порозі — 1,3 м.
- Живлення системи водою з Ковзького озера, для чого його рівень греблями на Ковжі і Пурас-струмку було піднято на два метри.
- 20 гребель
- 12 водоспусків (однопрогінних гребель)
- 5 розвідних (підйомних) мостів: міський Сіверсів у Витегрі, Волоков, Анненський, Філіппів і Павлів мости (1803)

### річка Ковжа
- Св. Костянтина (шлюз і напівшлюз). У 1833 р напівшлюз було замінено шлюзом; у 1870-х роках з поглибленням б'єфу, нижній шлюз було демонтовано. Новий шлюз побудовано у 1893.
- Св. Анни. Анненський міст.

### Маріїнський канал
- Св. Катерини (двокамерний; загальне падіння (напір) — 10,09 фут.). Гирло Маріїнського каналу.
- Св. Олександра (трикамерний, 17,73 фут.), Побудований у 1802 р, перебудований у 1859—1862 рр.
- Св. Катерини (двокамерний, 12,62 фут.)
- Найвища точка вододілу. Роздільна частина, протяжністю 3 версти 429 саж. складалася з Катерининського басейну, прокопаного каналу і Матко-озера. Висота над рівнем Балтійського моря (по Кронштадтській рейці) — 60,17 саж. Судна піднімалися в канал з Ковжі на 40,44 фути, опускалися до Витегри на 36,36 футів.
- Починався у 9-ти верстах від шлюзу Св. Анни біля села Грязний Омут на Ковжі. Прорізав два озерця, Матко-озеро, Катерининський басейн.
- На каналі влаштували 6 шлюзів. Живився водами Ковзького озера за допомогою Костянтинівського водогону (завдовжки 10 верст 266 саж .; падіння — близько 105 футів; ширина по дну від 10 до 14 футів; з висячими інтервалами — своєрідними дерев'яними акведуками).
- У селі Петровське (нині Старе Петровське) у шлюзу Св. Петра поставлено кам'яний чотиригранний обеліск з написом «Петрову мысль Мария свершила» («Петровий задум Марія здійснила») (1810) і дерев'яна каплиця в пам'ять Петра I (не збереглася).
- Св. Петра (двокамерний, 15,6 фут.)
- Св. Олени (однокамерний, 8,33 фут.)
- Св. Марії (двокамерний, 12,43 фут.)

Нижче шлюзу Св. Марії, пройшовши Лудозьке озеро канал виводив до р. Витегри біля села Верхній Рубіж.

### річка Витегра
- Св. Дарії (однокамерний) біля села Скачкова
- Св. Андрія (однокамерний, напір 1,74 саж.) При селі Великий Двір
- Св. Самсонія (однокамерний, напір 1,56 саж.)
- Верхній Св. Михайла (однокамерний, 1,44 саж.)
- Нижній Св. Михайла (однокамерний, 1,28 саж.)
- Верхній Св. Павла (2-х камерний, 2,45 саж.)
- Нижній Св. Павла (2-х камерний, 2,26 саж.)
- Св. Фоми (однокамерний, 0,92 саж.)
- Св. Георгія (двокамерний, 2,09 саж.)
- Св. Якова (однокамерний, 1,18 саж.)
- Св. Олексія (двокамерний, 2,51 саж.). Гребля Св. Олексія (побудована у 1806, демонтована у 1893)
- Св. Феодора (однокамерний, 1,53 саж.)
- Св. Іоанна (двокамерний, 1,96 саж.). Гребля Св. Іоанна (побудована у 1806, демонтована у 1888 р)
- Св. Василія (однокамерний, 1,46 саж.)
- Верхній Св. Наталії (двокамерний, 2,40 саж.) Поблизу села Маркове
- Нижній Св. Наталії (двокамерний, 2,60 саж.)
- Св. Ольги (однокамерний, 1,41 саж.) Біля села Рябово
- Св. Надії (двокамерний, 2,26) при селі Материки
- «Слава» (однокамерний, 1,31 саж.) При селі Білоусове
- Верхній «Росія» (однокамерний, 1,17 саж.) При селі Крюкова
- Нижній «Росія» (однокамерний, 1,20 саж.)
- Св. Димитрія (однокамерний, 1,09 саж.) При селі Денисова
- Напівшлюз «Деволант» (однокамерний, падіння 0,76 саж .; 1789—1810 рр.) у Витегрі. У 1822 р замінено шлюзом Св. Сергія

### Приозерні канали
Для безпечного сполучення навколо озер Білого, Онезького і Ладозького — які часто штормить — були прориті обхідні канали:
- Староладозький — Імператора Петра Великого канал (1719—1730 рр .; довжина — 104,3 версти).
- Сяський — Імператриці Катерини II канал (1765—1802 рр .; довжина — 9,4 версти). При Олександрі II розширений і модернізований.
- Свірський — Імператора Олександра I канал (довжина — 48,1 верст; будувався у 1802—1810 рр.)
- Онезький — побудований у 1818—1820 рр. на ділянці від р. Витегри до урочища Чорні Піски. Довжина каналу — 19 верст 15 саж. (40,8 км).

### Недоліки
Малі розміри не тільки обмежували можливості збільшення вантажообігу, але й не могли пропускати до Рибінська судна що йдуть по Вишнєволоцькій системі. Біле і Онезьке озера довгий час не мали обхідних каналів, внаслідок чого навіть при невеликому хвилюванні судна при їхньому проходженні гинули. Сама траса проходила по безлюдних і малонаселених, заболочених районах. Виникали складнощі з тим, щоб в достатній кількості знайти людей і коней для тяги суден та обслуговування судноплавства.

## Удосконалення 1820-1880-х років
У зв'язку з розвитком капіталізму по скасуванню кріпацтва потужність Маріїнського каналу була визнана недостатньою.
- У 1829 році Шексна з'єднана з Сухоною Північно-Двінським — герцога Олександра Віртемберзького каналом (1825—1829 рр.)

### Приозерні канали
- Білозерський канал (1843 — серпень 1846 рр.) Проходить південним берегом озера завдовжки 53 км; габарити: ширина по дну — 17 м, глибина — 2,1 м, довжина — 67 км. Мав два шлюзи з боку Шексни — «Удобство» і «Безопасность», і один з боку Ковжи — «Польза». Живлення шлюзів водами Лозського і Азарського озер, перетворених на водосховища спорудженням греблі на р. Куность.
- Онезький канал продовжений від урочища Чорні Піски до Вознесіння у 1845—1851 рр .; завдовжки 63,5 версти; 50 з них викопані, решта проведені по річках Водліце і Оште. Роботи обійшлися у 734 862 руб.
- Ново-Ладозький — Імператора Олександра II канал (1861—1866 рр .; завдовжки 103,8 верст).
- Ново-Сяський — Імператриці Марії Федорівни канал (1878—1880 рр .; завдовжки 9,6 верст).
- Ново-Свірський — Імператора Олександра III канал (1878—1882 рр .; завдовжки 43,8 верст).

### Ново-Маріїнський(Кам'яний) канал
- Канал побудовано в обхід Матко-озера на північний схід від старого в серпні 1882 — квітні 1886 Південне гирлі нового каналу знаходилося у шл. № 30, на одну версту вище старого шлюзу Св. Катерини. Від нового шлюзу № 29 до гирла старого каналу — 2,7 версти. Загальна частина зі старим Маріїнським каналом до з'єднання з Шимою (назва р. Витегра у верхній течії) — 1 верста 213 саж.
- Протяжність 8,2 верст, з них 6 верст становив роздільне плесо (б'єф) всієї системи. Роздільний б'єф знижений на 4,32 саж., Відпала необхідність у шлюзах Св. Марії, Св. Олени, Св. Катерини та Св. Єлизавети (8 камер) та Костянтинівському водогоні. Ширина по дну 10 саж., глибина — 1 саж., радіус заокруглень — 120 саж.
- Новий канал живився водою верхньої частини р. Ковжа, підпертою греблею біля витоку річки з Ковзького озера, за допомогою Олександрівського водоспуску (водогону).
- Роботи були завершені до 1-го травня 1886. Спорудження обійшлися в два мільйони руб. Найвища точка вододілувисота над рівнем Балтійського моря (по Кронштадтській рейці) — 55,85 саж.
- 4 травня відбулося тимчасове відкриття каналу, 7 червня — урочисте відкриття, у шлюзу Св. Олександра в присутності директора Департаменту шосейних і водяних повідомлень Фадєєва і міністра шляхів сполучень К. М. Посьєта.
- На згадку закінчення будівництва у шлюзу № 30 (Св. Олександра) встановили чотиригранний обеліск з написами: «Новый соединительный канал между рекам Вытегрою и Ковжею. Начат в 1882 г. Окончен в 1886 г. в царствование ИМПЕРАТОРА АЛЕКСАНДРА III-го» — «Канал сооружен в управление Министерством П. С. генерал-адъютанта адмирала Посьета при директоре департамента шоссе и вод. сообщений тайн. сов. инженере Фадееве» — «Работы начал инж. Мицевич. Окончил инж. Звягинцев. Техническое присутствие составляли: начальник Вытегорского округа инж. Эйдригевич, инж. Бернадский и начальник работ» — «Раздельный плес нового канала ниже раздельного плеса старого на 4,32 саж. Работа предпринята по мысли инж. Мысловского, по направлению избранному инж. Бучацким и исполнена подрядчиками отставными инженерами Михайловским и Яфимовичем, и их уполномоченным инж Доманевским». («Новий з'єднувальний канал між річками Витегра і Ковжа. Розпочато у 1882 р Закінчено у 1886 р за царювання імператора Олександра III-го»-«Канал споруджений в управління Міністерством Ш. С. генерал-ад'ютанта адмірала Посьєта при директорі департаменту шосе і вод. сполучень таємн. радн. інженера Фадєєва»-«Роботи почав інж. Мицевич. Закінчив інж. Звягінцев. Технічну присутність складали: начальник Витегорського округу інж. Ейдригевич, інж. Бернадський і начальник робіт»-«Роздільне плесо нового каналу нижче роздільного плеса старого на 4,32 саж. Робота зроблена за задумом інж. Мисловського, у напрямку обраному інж. Бучацьким і виконана підрядниками відставними інженерами Михайлівським і Яфімовичем, і їх уповноваженим інж Доманівським»). Обеліск зберігся з невеликими втратами; у 1960-і рр. перенесений до міста Витегра.

## Перевлаштування системи. 1890—1896 рр
- Міністерство фінансів виділило 12,5 млн рублів.
- Роботи почалися 28 жовтня 1890 під орудою інженерів Витегорського і Новоладозького округів шляхів сполучення: А. Звягінцев, К. Балинський, А. Валуєв, А. Могучий, В. Мартинов. Всього: 38 шлюзів (на Витегрі — 28, на Ново-Маріїнському каналі — 2, на Ковжі — 2, на Білозерському каналі — 2, на Шексні — 4) і 26 гребель (на Витегрі — 14, на Ковжі — 4, Білозерському каналі — 4, на Шексні — 4).
- Побудовано чотири кам'яних шлюзи (без №, № 35, № 36 та № 37) кожен завдовжки 150 саж., Шириною 6 саж .; з металевими воротами, розбірними греблями системи Пуаре (Поаре).
- Перекоп (загальною довжиною 20 верст): № 1 Девятинський на Витегрі; Копановський (на 21-й версті від витоку), Хрестовий, Олексіївський, Маріїнський, Пробудовський (на 45-й версті), Луковецьке (791 саж .; скоротив шлях на 7 верст) на Шексні.
- Розчищені від напливів і наносів, поглиблені і розширені приозерні обвідні канали. Місцями відновлена мотузна тяга, подекуди влаштовано нові.
- На Свірі частково розчищені пороги, побудовані вирівнюючі і водотримаючі споруди, розширено та заглиблено судновий хід.
- 5/27 червня 1896 в Чорній Гряді відбулося свято відкриття перевлаштованих системи в присутності вел. кн. Володимира Олександровича, міністра шляхів сполучення М. І. Хілкова.
- На Всесвітній Паризькій виставці 1913 року Маріїнської системі присуджена Велика золота медаль.

### Шлюзи Маріїнської системи (на 1910)

#### річка Витегра
- № 1. Св. Сергія з трипрогінною греблею Св. Сергія (напір — 0,76 саж.), у Витегрі; у 8,42 верстах від гирла Онезького каналу. На шлюзі метеорологічна станція (з 1901 р) і водомірний пост 1-го розряду; вище — розвідний міст (1894).
- № 2. Св. Димитрія з п'ятипрогінною греблею Св. Дмитра (1,20 саж.), При селі Денисова; у 1,33 верстах від шл. № 1.
- № 3. Св. Мефодія (1,20 саж.), у 3,12 верстах від шл. № 2.
- № 4. Св. Ксенії з трипрогінною греблею Св. Ксенії (1,20 саж.), у 177 сажнях від шл. № 3.
- № 5. Св. Єлизавети (колишня «Слава») з двопрогінною греблею (напір — 1,20 саж.), У села Білоусове, у 5,85 верстах вище шл. № 4.
- № 6. Св. Олени (1,40 саж.), У Материків, в 4,12 верстах від шл. № 5.
- № 7. Св. Надії з двопрогінною греблею Св. Надії у стариці (1,40 саж.), При селі Материки, в 222 сажнях від шл. № 6.
- № 8. Св. Ольги з двопрогінною греблі Св. Ольги у стариці (1,40 саж.), При селі Рябово, в 1,78 версті від шл. № 7.
- № 9. Св. Марії (1,50 саж.), у 1,97 версті від шл. № 8.
- № 10. Св. Катерини (1,50 саж.), у 200 сажнях від шл. № 9.
- № 11. Св. Наталії з двопрогінною греблею Св. Наталії (1,50 саж.), у села Марково, в 123 сажнях від шл. № 10.
- № 12. Св. Василія (1,50 саж.), у 120 сажнях від шл. № 11.
- № 13. Св. Іоанна (1,50 саж.), у 121 сажні від шл. № 12.
- № 14. Св. Феодора (1,50 саж.), у 129 сажнях від шл. № 13.
- № 15. Св. Гліба (1,50 саж.), у 110 сажнях від шл. № 14.
- № 16. Св. Олексія (1,50 саж.), у 126 сажнях від шл. № 15.
- № 17. Св. Якова з двопрогінною греблею Св. Якова (1,50 саж.), у села Валга, в 280 сажнях від шл. № 16.
- № 18. Св. Георгія з двопрогінною греблею Св. Георгія (1,50 саж.), у села Кандуси, в 1,14 версті від шл. № 17.
- № 19. Св. Фоми (1,46 саж.), у сіл Юсов і Данилевська, в 1,16 версті від шл. № 18.
- № 20. Св. Бориса (1,46 саж.), у 147 сажнях від шл. № 19.
- № 21. Св. Кирила (1,46 саж), у 130 сажнях від шл. № 20.
- № 22. Св. Павла з трипрогінною греблею Св. Павла (1, 46 саж.), у сіл Дев'ятини, Кам'яне, Лонське і Парфєєвське, в 115 сажнях від шл. № 21.

#### Дев'ятинський перекоп
- На р. Витегрі біля села Дев'ятини і присілков Андріївська, Бродовська, Депо і Білий Ручей. На 523 версті від С.-Петербурга, на 545 від Рибінська. Перекоп завдовжки 438 саж. (935 м), прорізає по прямій височина у 12 саж., із закладенням дна на глибині 11 сажнів. Перекоп скоротив шлях, дозволивши відмовитися від трьох шлюзів на річці: Св. Сампсонія і верхнього і нижнього Св. Михайла. Нові однойменні три шлюзи були влаштовані на новому каналі.
- № 23. Св. Володимира (1,50 саж.), у 234 сажнях від шл. № 22.
- № 24. Св. Михайла (1,50 саж.), у 125 сажнях (басейн шириною 14 саж.) від шл. № 23.
- № 25. Св. Сампсонія з греблями в обійдених старицях Витегри (1,50 саж.), у 125 сажнях (басейн шириною 14 саж.) від шл. № 24.
- № 26. Св. Андрія з двопрогінною греблею Св. Андрія (напір — 1,48 саж.), біля села Андріївське, в 193 сажнях від шл. № 27.
- № 27. Св. Дарії з двопрогінною греблею Св. Дарії (1892 г.), у села Волоков Міст, у 6,37 верстах від шл. № 26.
- № 28. Св. Миколая з трипрогінною греблею Св. Миколая (напір -1,50 саж .; 1892), у 4,27 верстах від шл. № 27.

#### Ново-Маріїнський (Кам'яний) канал
- № 29. Св. Петра (напір 0,95 саж.), Біля села Верхній Рубіж. Вододіл системи на висоті 56,62 саж. над рівнем Балтійського моря. Роздільне плесо до шл. № 30 протяжністю 5 верст 481 саж.
- № 30. Св. Олександра (падіння 1,50 саж.) З трипрогінною гребелею, Олександрівським водоспуски з р. Ковжи в канал, біля села Олександрівського.

#### річка Ковжа
- № 31. Св. Анни (падіння 1,18 саж.) З двопрогінною греблею Св. Анни, в 6,29 верстах від шл. № 30, біля села Анненський Міст. У селі було побудовано розвідний (замість старого поворотного) міст в місці перетину Архангельського поштового тракту з Маріїнською системою.
- № 32. Св. Костянтина (падіння 1,46 саж.) З шостипрогінною греблею Св. Костянтина, в 21,40 версті від шл. № 31. межа Олонецької і Новгородської губерній.

#### Білозерський канал
- № 33. «Польза» (напір 1,10 саж.) З боку Ковжи. Рівень води в каналі підтримувався на позначці 53,12 саж. над рівнем моря.
- № 34. «Безопасность» («Чайка») з боку Шексни (падіння 1,40 саж.)

#### річка Шексна
- без №. Шлюз імператриці Марії Федорівни з греблями (напір змінний), неподалік від витоку річки біля Білого озера, в 8,5 верстах вище гирла Білозерського каналу, нижче села Крохіно.
- № 35. Шлюз імператора Олександра III («Деревенька») з греблею (напір 1,11 саж.) Біля порога Топорня, у двох верстах нижче входу в Північно-Двінський канал, у 48,25 верстах нижче гирла Білозерського каналу.
- № 36. Шлюз імператриці Олександри Федорівни («Ниловицы») з греблею (напір 1,11 саж.), У Ніловіцького порога, в 9 верстах нижче шл. № 35.
- № 37. Шлюз імператора Миколи II («Чорна Гряда») з греблею (напір 1,11 саж.), Біля порога Чорна Гряда, в 36 верстах нижче шл. № 36.

## Маріїнська система у 1917—1963 рр
- 1922 — відкриття Череповецького гідровузла (шлюз № 40)
- 1926 — відкриття Черепановського гідровузла (шлюз № 41)
- 1930 — відкриття Ягорбського гідровузла (шлюз № 42)
- 1933 г. — відкриття Нижньо-Свірського гідровузла
- 24 вересня 1940 ЦК ВКП (б) і Раднарком СРСР прийняли постанову № 1780—741с «Про будівництво Волго-Балтійської і Північно-Двінський водної системи і про консервацію будівництва Куйбишевського гідровузла».
- Навесні 1941 почалося заповнення Рибінського водосховища (напір 18 м), затоплення шлюзів № 39-42.
- 1947 — відновлення робіт. При МВС СРСР створено управління «Главгидроволгобалтстрой».
- 1948—1953 рр. — проритий канал від Онезького озера до міста Витегри, що спрямив річку в нижній течії
- 27 квітня 1952 — введення в експлуатацію Верхньо-Свірського гідровузла і шлюзу.
- Із закінченням спорудження Волго-Балтійського водного шляху більша частина Маріїнської водної системи увійшла до її складу. Рівень вододільного каналу знизили на шість метрів (до 112,8 м над рівнем моря), Маткоозеро озеро було спущено; його улоговина використана для відвалу ґрунту. Вододіл простягнувся на 260 км від Пахомовського до Шекснинського гідровузла.
- Травень 1961 — відкриття Витегорського (№ 1; шлюз № 1, ГЕС № 31) і Білоусівського (№ 2, шлюз № 2, ГЕС) гідровузлів
- Весна 1963 — введення в експлуатацію Шекснинського гідровузла (шлюз № 7 (шлюз № 8 відкритий у 1990 г.), ГЕС), водами заповненого водосховища затоплено п'ять старих шлюзів.
- 2 листопада 1963 — офіційне закриття навігації по Маріїнської системі. Останнім судном, яке пройшли через старі шлюзи стала самохідна баржа «Іловля».
- До літа 1964 взяли напір споруди Новінковського (шлюзи № 3, № 4 та № 5) і Пахомовського (№ 6) гідровузлів. 26 травня, прорив перемички, в новий вододільний канал (довжиною 53 км) пустили воду з р. Витегри, 27 травня — з р. Ковжи.
- 4 червня через шлюзи пройшли судна гідробудівників, 5 червня — перший вантажні судна — день відкриття наскрізного судноплавства по новому водному шляху. 28 червня — прохід першого пасажирського теплохода «Красногвардеец» сполученням Ленінград — Ярославль.
- 27 жовтня 1964 — підписання урядовою комісією акту про приймання його в експлуатацію. 11 грудня указом Президії Верховної Ради СРСР Волго-Балтійського водного шляху присвоєно ім'я В. І. Леніна.